# Старозьреби
Старозьреби (пол. Staroźreby) — село в Польщі, у гміні Старожреби Плоцького повіту Мазовецького воєводства.
Населення — 2199 осіб (2011).
У 1975-1998 роках село належало до Плоцького воєводства.

## Демографія
Демографічна структура станом на 31 березня 2011 року:
|          | Загалом | Допрацездатний вік | Працездатний вік | Постпрацездатний вік |
| -------- | ------- | ------------------ | ---------------- | -------------------- |
| Чоловіки | 1093    | 235                | 745              | 113                  |
| Жінки    | 1106    | 209                | 658              | 239                  |
| Разом    | 2199    | 444                | 1403             | 352                  |